# Casemiro do Amaral
Casemiro do Amaral (* 14. September 1892 in Lissabon; † 18. Oktober 1939 in Santo Anastácio) war ein brasilianischer Fußballnationalspieler. Er wurde auf der Position eines Torwarts eingesetzt. In seiner Kindheit zogen seine Eltern nach Brasilien. Casemiro war der zweite und nur einer von fünf brasilianischen Nationalspielern mit ursprünglich anderer Nationalität. (Stand: 6. November 2020)

## Karriere
Casemiro startete seine Laufbahn 1911 beim America FC (RJ) in Rio de Janeiro. 1912 zog es ihn nach São Paulo zum SC Germânia.
Von 1913 bis 1914 lief er erstmals für den SC Corinthians auf. Im Spiel in der Staatsmeisterschaft, am Nachmittag des 7. September 1913, trat sein Klub gegen seinen vormaligen Klub Germânia an. In der ersten Halbzeit des Treffens wurde Casemiro der erste Torhüter von Corinthians, der einen Elfmeter hielt.
Bei Corinthians wurde Casemiro zum Kapitän der Mannschaft und fungierte zeitweise als zweiter Trainer der Mannschaft hinter Rafael Perrone einem der Gründer des Klubs. In der Zeit war die Rolle des Kapitäns nicht auf das Spielfeld beschränkt, so hatte sich er sich z. B. die Organisation der Mannschaft. Nach den Statuten des Klubs war der Kapitän auch Mitglied des Vorstands.
Als Sportdirektor hatte Casemiro die Befreiung von Mitgliedsbeiträgen für Spieler auf die Tagesordnung gesetzt. Er hatte von Schatzmeister Jorge Campbell gehört, dass Spieler Schwierigkeiten hatten diese zu zahlen. Hintergrund war der, dass viele Spieler aus einfachen Verhältnissen stammten. Corinthians war im Gegensatz zu anderen ein Klub für alle Fußballbegeisterten und hat bis heute das (selbst gepflegte) Image eines Arbeitervereins (Spitzname clube dos operários) gegeben. Casemiro definierte im Namen der Spieler das Problem: Der Corinthians-Spieler spielt nicht für eine einfache Mannschaft. Der Corinthians-Spieler spielt für die Ehre von Corinthians! Sein Vorschlag wurde angenommen und Spieler mit Zahlungsschwierigkeiten konnten diese beim Vorstand begründen. Die Spieler konnten daraufhin von den Beiträgen befreit werden oder sie wurden ihnen gestundet.
Eine weitere Besonderheit in der Zeit von Casemiro bei dem Klub war die Auseinandersetzung mit Anselmo Corrêa, einem der fünf Gründer des Klubs. Dieser war seit der Gründung des Klubs sehr aktiv als Funktionär und Spieler. Im Mai 2013 hatte er seinen Torhüterplatz in der zweiten Mannschaft an Sebastião Casado verloren. Auf einer Versammlung am 21. Mai 1913 stellte Corrêa dieses zur Diskussion und bot im Zuge dieser seinen Austritt aus dem Klub an. Verantwortlich für die Reaktion des Vorstandes auf die Einlassungen von Corrêa war Casemiro. Die Entscheidung zur Aufstellung von Casado war von Trainer und Abwehrspieler Casemiro Gonzáles getroffen worden. Dieser sah in Casado den wesentlich besseren Torhüter wie Corrêa und alle Mitspieler standen hinter dieser Maßnahme. Casemiro ließ die Mitgliederversammlung über die Entscheidung des Trainers debattieren. In dieser beharrte Corrêa auf seiner Beschwerde, woraufhin Präsident Alexandre Magnani die Versammlung ohne Lösung abbrechen wollte. Casemiro gelang es durchzusetzen, dass die Mitglieder über die Entscheidung ihres Trainers und Mitspielers Gonzáles abstimmten. Diese unterstützten dann mit Mehrheit dessen Entscheidung und Corrêa verlor seinen Platz im Tor der Reservemannschaft des Vereins. Anselmo Corrêa akzeptiert das Ergebnis der Abstimmung, obwohl er sich unwohl fühlte: Ich habe meine Meinung dazu nicht geändert… Aber ich werde das Boot nicht verlassen. Ich bitte Sie, meinen Rücktritt zu ignorieren. Mein Kopf war heiß... Corrêa wurde ein wachsamer, aufmerksamer Mitarbeiter und manchmal ein übermäßig scharfer Kritiker, mit dem man nur schwer umgehen konnte. Aber ihm fehlte nie die tiefe Liebe zum Verein, die ein wichtiger Inhalt seines Lebens war.
Bevor Casemiro 1914 das Corinthians verließ und von Sebastião Casado ersetzt wurde, der sich manchmal mit Aristides Oliveira abwechselte (der nicht nur Torhüter, sondern auch Stürmer war), war er der Torhüter des ersten Länderspiels in der Geschichte von Corinthians am 15. August 1914 gegen den FC Turin aus Italien. Er wechselte 1915 zum Lokalrivalen AA Mackenzie College. Casemiro avancierte in seiner Zeit bei Mackenzie zum besten Torhüter von São Paulo, welches sich auch in seiner Berufung in die Nationalmannschaft 1916 spiegelte. Er kehrte 1918 zu Corinthians zurück und spielte dort bis 1920.

## Nationalmannschaft
Casemiro gab am 10. Juli 1916 sein Debüt in der Nationalmannschaft. Im vierten offiziellem Länderspiel Brasiliens stand er in der ersten Ausgabe der Copa América 1916 im Estadio GEBA des Vereins Gimnasia y Esgrima in Buenos Aires gegen Argentinien in der Startelf. Bei dem Turnier bestritt er zwei von drei möglichen Spielen.
Auch bei der Austragung des Wettbewerbs 1917 war Casemiro Teil des Kaders. Hier bestritt er alle drei Spiele.

## Erfolge
Corinthians
- Staatsmeisterschaft von São Paulo: 1914